# Poma

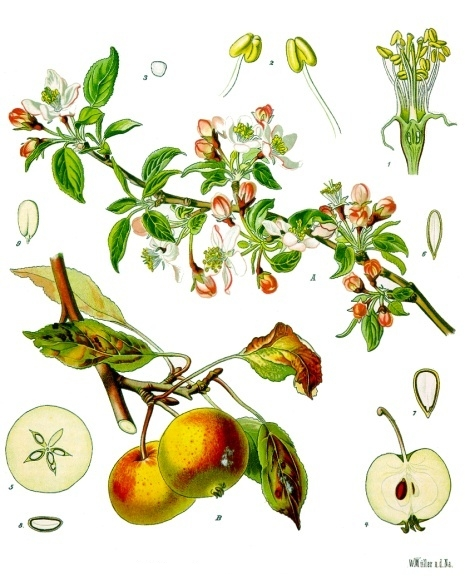
Borrons, fruits, i fulles de la pomera
(Malus domestica)

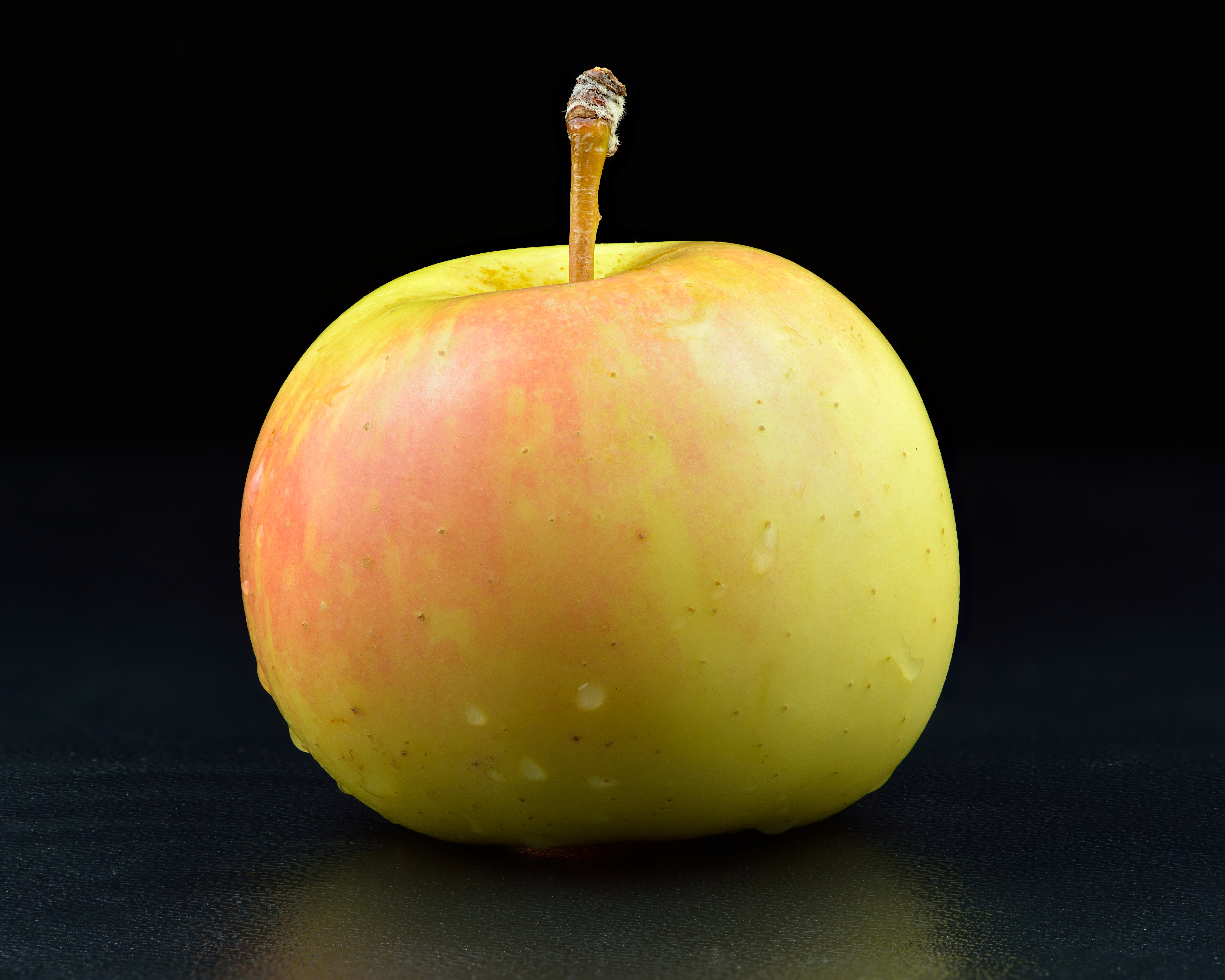

La poma, maçana o mançana és el fruit del tipus pom de la pomera, que és l'espècie Malus domestica de la família de les rosàcies. És una de les fruites d'arbre més conreades del món. L'arbre és petit, de fulla caduca i arriba a tenir de tres a dotze metres d'alçada, amb una corona àmplia, sovint densa i fina. Les fulles són alternes simples ovals de 5 a 12 cm. de llarg i de 3 a 6 cm. d'ample amb un pecíol de 2 a 5 cm. amb una punta aguda, marge serrat i una part inferior lleugerament suau. Les flors broten a la primavera de forma simultània amb les fulles. Les flors són de color blanc amb un tint rosat que a poc a poc s'esvaeix, cinc pètals, i de 2,5 a 3,5  cm. de diàmetre. La fruita madura a la tardor, i habitualment té de 5 a 9 cm. de diàmetre. El centre de la fruita conté cinc carpels disposats en un estel de cinc puntes, cada carpel conté d'una a tres llavors.
L'arbre es va originar a l'Àsia central, on el seu avantpassat silvestre encara es troba en l'actualitat. Hi ha més de 7.500 varietats de pomes conegudes; són el resultat de la recerca de les característiques desitjades. Els conreus varien segons el seu rendiment i la mida final de l'arbre.
El 2005 hom va produir 55 milions de tones de pomes. D'aquestes, dues cinquenes parts van ser collides a la Xina. Entre els altres països que en són grans productors hi ha els Estats Units, Turquia, França, Itàlia i l'Iran. A l'Equador les pomes s'han aclimatat a grans altituds sobre el nivell de la mar, amb dues collites l'any a causa d'unes temperatures temperades constants al llarg de l'any.

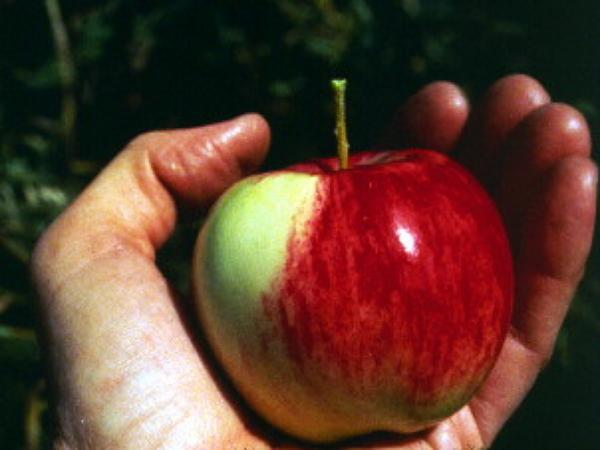
Un exemplar de Malus sieversii, la poma silvestre, en aquest cas al Kazakhstan.

Les pomes que trobem ara als mercats s'han collit ja fa 6, 7 o 8 mesos. A temperatura i nivells d'oxigen baixos, la poma sobreviu sense madurar més del compte i, quan n'hi ha demanda, les pomes es treuen de les cambres i se seleccionen. A ponent del Principat s'hi concentra més del 70% de la producció de poma de Catalunya i la meitat de tot l'estat espanyol, la qual es concentra principalment a les comarques de l'Urgell, el Pla d'Urgell i la Noguera, on els aspectes edafològics i climàtics d'aquestes zones productores li confereixen unes propietats organolèptiques difícils d'aconseguir en altres zones. Podem trobar excel·lents pomes de ponent sobretot de la varietat Golden, però també Gal·les (tant Brookfield, Galaxia o Buckeye), així com les més tardanes Fuji i Pink Lady. Les pomes de ponent es conreen sota la denominació Poma de Lleida, indicatiu de qualitat del tipus Els Productes de la terra. A les comarques nord-orientals de Catalunya se'n fa menys, però la Poma de Girona és una IGP o Indicació Geogràfica Protegida. En aquesta zona la producció es reparteix entre explotacions de les comarques de l'Alt Empordà i el Baix Empordà, el Gironès i la Selva, on es conreen les varietats Golden, Red Delicious, Royal Gala i Granny Smith.

## Història
Els avantpassats silvestres de Malus domestica són Malus sieversii, que es troba en estat silvestre a les muntanyes de l'Àsia central, al sud del Kazakhstan, Kirguizstan, Tadjikistan i Xinjiang, a la Xina, i, possiblement, també Malus sylvestris.
El centre geogràfic de la diversitat d'espècies i varietats del gènere Malus es troba a l'est de Turquia. La pomera va ser, probablement, el primer dels arbres fruiters que ha conreat la humanitat, i els seus fruits han estat millorats a través d'una selecció desenvolupada durant milers d'anys. Està documentat que Alexandre el Gran va tenir interès a aconseguir una mena de pomes nanes que va trobar a l'Àsia Menor el 300 aC, i les va introduir en tornar al seu país, el Regne de Macedònia, on podria haver estat el cultiu progenitor de les poblacions nanes. Les pomes d'hivern, que es poden collir a la tardor i ser emmagatzemades en fred, han estat un aliment important a Àsia i Europa durant milers d'anys, així com a l'Argentina i als Estats Units a partir de l'arribada dels colons europeus. Les pomes van ser introduïdes a Amèrica del Nord pels colons a partir del 1600, i el primer hort amb pomes que es coneix als Estats Units era a prop de Boston, i es remunta a l'any 1625. A la dècada del 1900, els projectes de regadiu impulsats a l'estat de Washington van permetre el desenvolupament de la multimilionària indústria de la fruita, de la qual la de la poma és el producte principal. El rodamón John Chapman va contribuir d'una forma important a la seva difusió i millora.
Tanmateix, la poma és un fruit que, exposat a les condicions ambientals, pot ser colonitzat per microorganismes. De fet, el fong Penicillium expansum és el principal causant de floridures en les pomes i fa que acumulin una toxina anomenada patulina.
La producció mundial de pomes el 2021 va ser de 93 milions de tones, i la Xina va representar gairebé la meitat del total.

## Varietats

Varietats de pomes

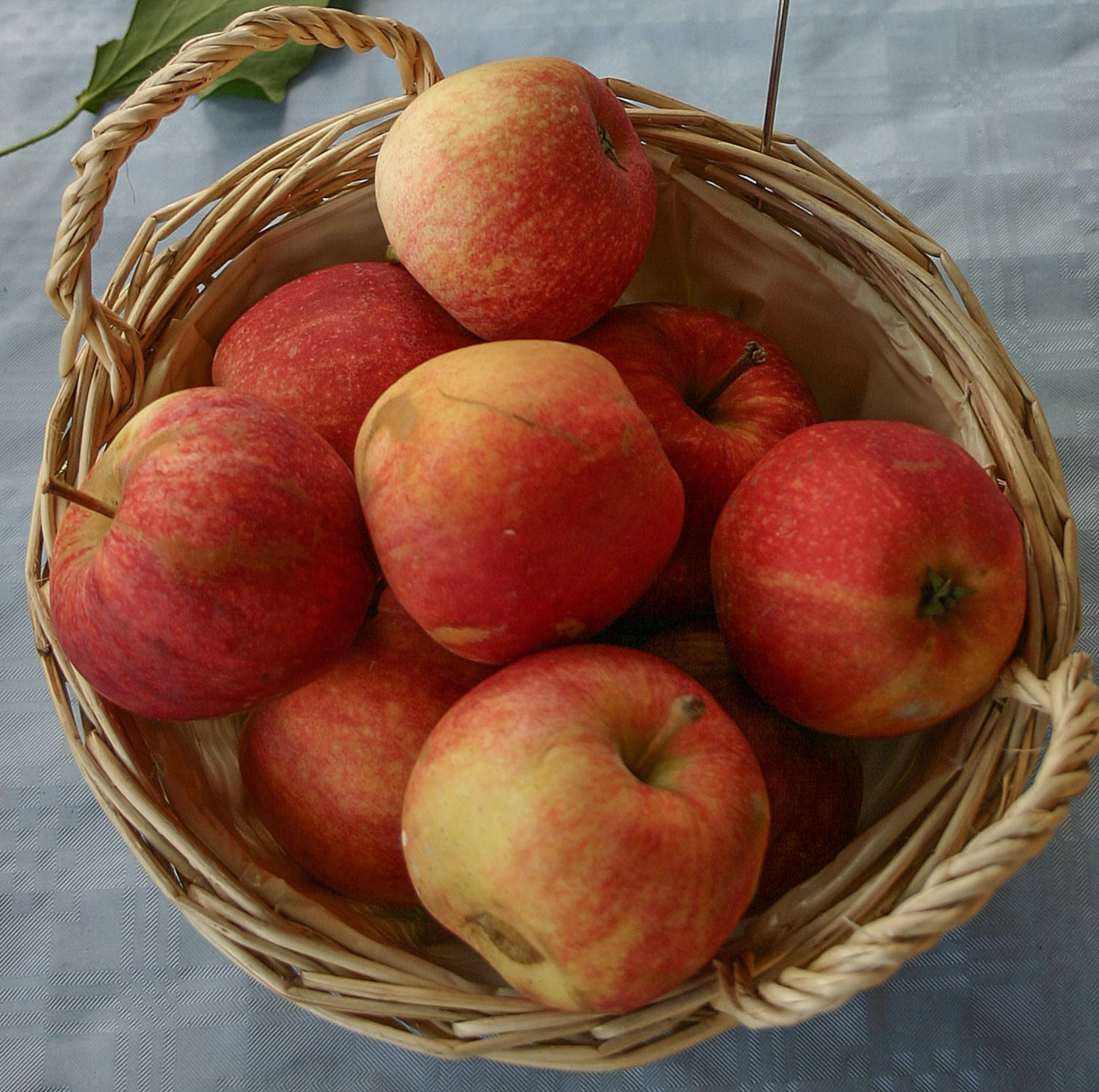
Varietat Gala, coneguda com a Royal Gala

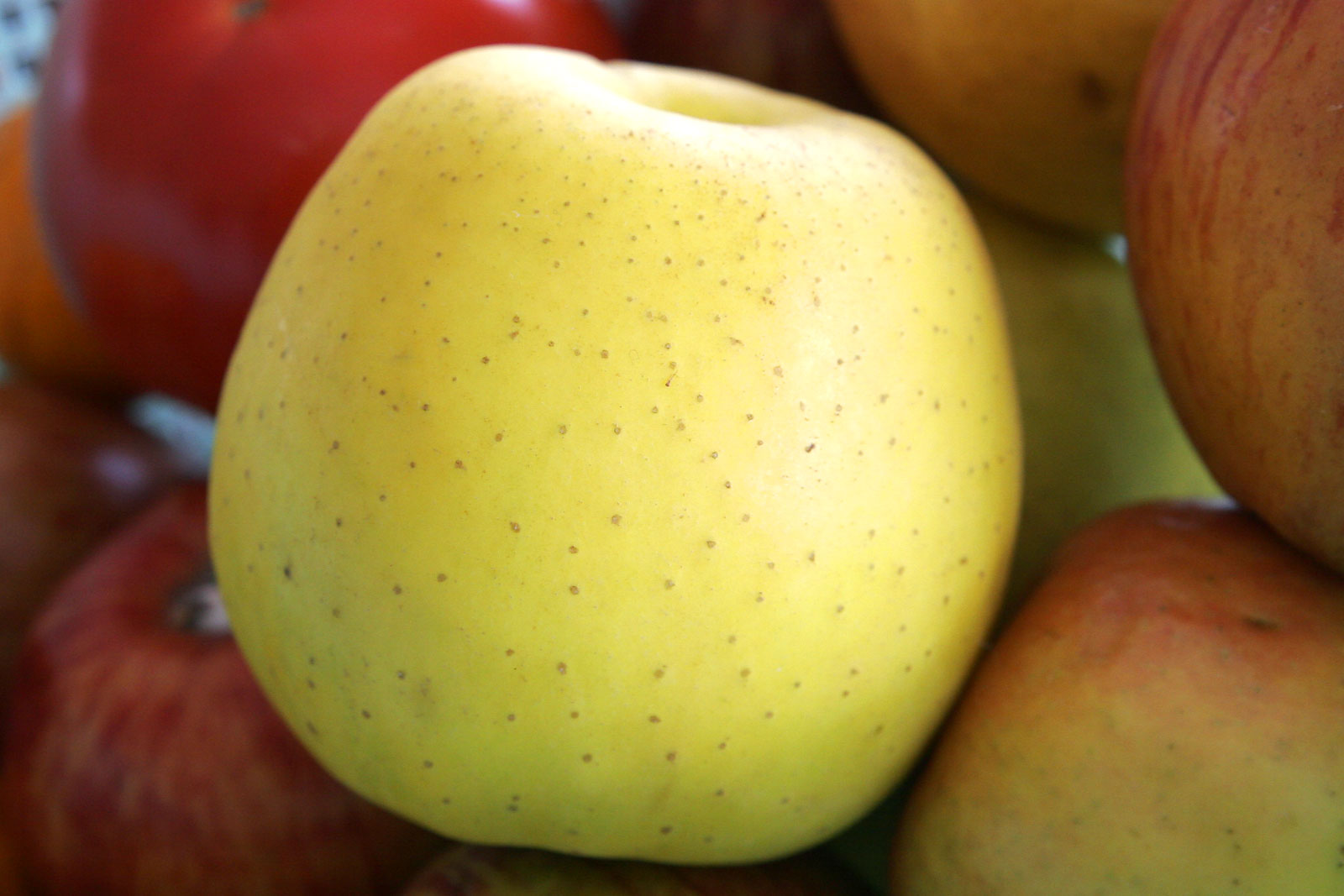
Varietat Golden delicious

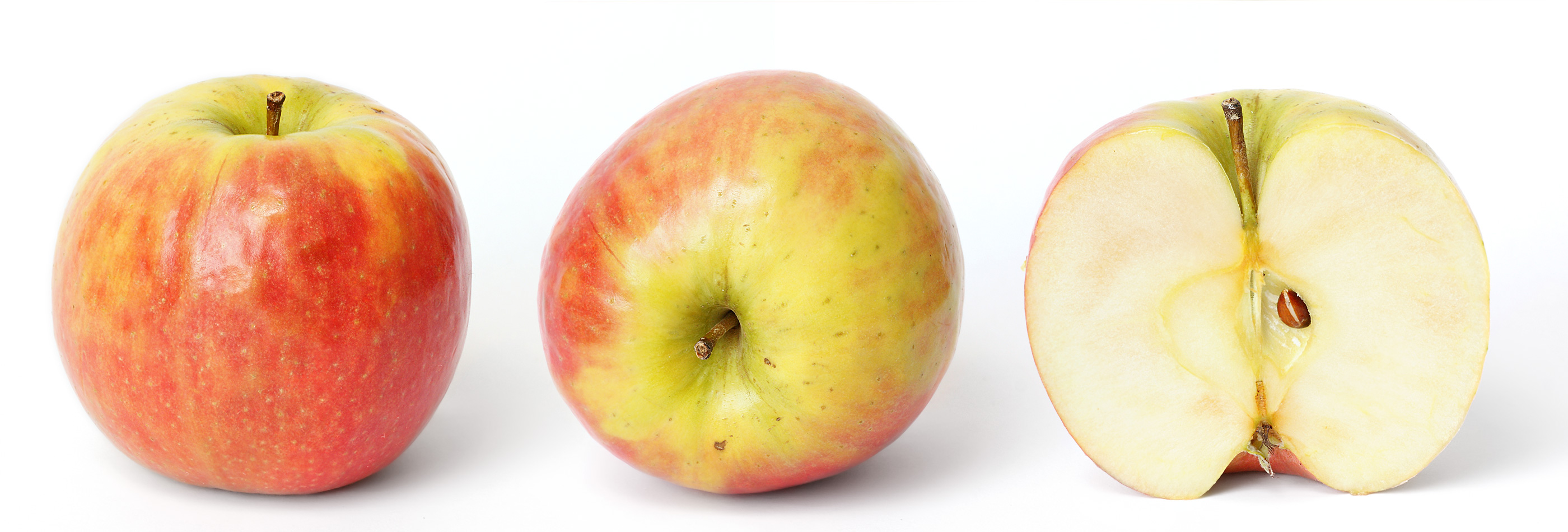
Varietat Pink lady

Hi ha més de 7.500 varietats de pomes. Les diferents varietats es distribueixen en climes temperats i subtropicals, puix que els pomers no floreixen en les zones tropicals. La poma és una de les espècies de fruites que necessita acumular més hores de fred, amb temperatures inferiors a 7 °C durant el repòs hivernal.
Entre les varietats de poma de major consum als Països Catalans destaquen Spur, Verd donzella, Reineta, Esperiega, Golden delicious, Starkrimson i Starking. Una altra varietat autòctona és la Roja de Beneixama. Les pomes reineta són un grup de varietats. La McIntosh popular als Estats Units és coneguda per inspirar el nom d'un ordinador.

## Consum

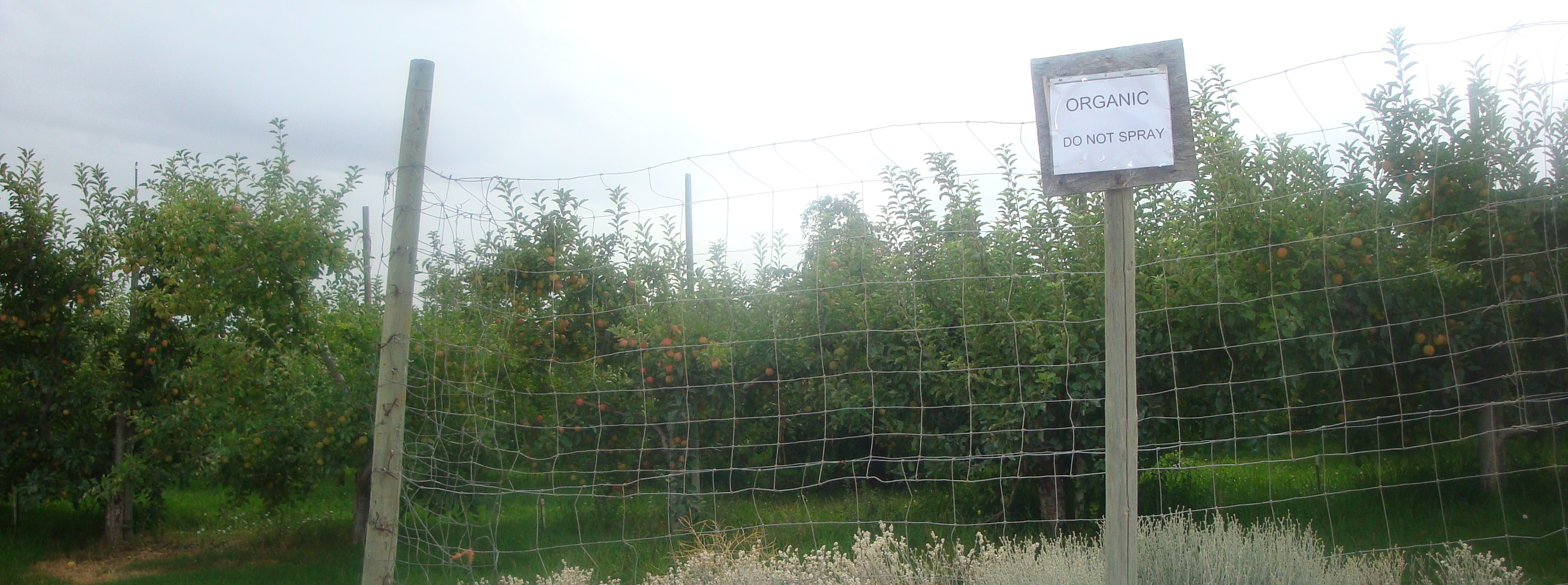
Aquests pomeres ecològiques de Pateras (Washington) no es ruixen amb pesticides

Les pomes poden ser presentades envasades, espremudes i, de manera opcional, fermentades. D'aquesta manera es produeix suc de poma, sidra, ciderkin, vinagre i pectina. De la sidra de poma destil·lada es produeixen begudes alcohòliques com l'applejack i el calvados. També es pot produir vi de poma.
Les pomes són un ingredient important en moltes postres, com el pastís de poma, el crumble, el coc de poma o la poma cruixent. Sovint es menja al forn o cuita, i també poden assecar-se i ser consumides posteriorment després de ser reconstituïdes –es remullen en aigua, alcohol o qualsevol altre líquid–, per a un ús posterior. El puré de pomes generalment és conegut com a compota de poma. Les pomes són transformades en mantega de poma i gelea de poma. També s'utilitzen cuites acompanyant plats de carn o de formatges com el rocafort.
- Al Regne Unit, una poma confitada és un dolç tradicional elaborat amb un revestiment de caramel calent i deixant que es refredi. Un tracte similar es troba als Estats Units; són les pomes dolces –recoberta d'una closca dura de xarop de sucre en estat sòlid–, i les pomes confitades, recobertes amb caramel refredat.
- Durant l'Any Nou jueu, el Roix Haixanà, les pomes es consumeixen amb mel per constituir un dolç.[20]
- Algunes explotacions amb horts de pomeres s'obren al públic, de manera que els consumidors poden escollir ells mateixos les pomes que volen comprar.[20]

Els trossos de poma es tornen de color marró quan s'esposen a l'aire; aquesta transformació és a causa de la conversió dels recursos naturals de substàncies fenòliques en melanina provocada per l'exposició a l'oxigen. Diferents varietats difereixen en la seva propensió a tornar-se marronoses després de ser tallades a trossos. Els trossets de fruita poden ser tractats amb aigua acidulada –com per exemple aigua amb llimona o vinagre–, per a prevenir aquest efecte.
Actualment als Estats Units es produeixen pomes orgàniques o ecològiques. La producció ecològica es troba amb més dificultats a Europa, encara que alguns horts han aconseguit un cert èxit comercial; s'aconsegueixen conreus més resistents a malalties i el control millora. L'última eina en el repertori orgànic és un esprai d'una lleugera capa de caolí, que forma una barrera física per a algunes plagues.

### Informació nutricional
| Poma crua sense pelar (valor nutritiu per cada 100g) |                                  |                                  |                          |
| aigua: 85,56 g                                       | cendres totals: 0,19 g           | fibra: 2,4 g                     | valor energètic: 52 kcal |
| proteïnes: 0,26 g                                    | lípids: 0,17 g                   | glúcids : 13,81 g                | sucre simple: 10,39 g    |
| oligoelements                                        |                                  |                                  |                          |
| calci: 6 mg                                          | ferro: 0,12 mg                   | magnesi: 5 mg                    | fòsfor: 11 mg            |
| potassi: 107 mg                                      | coure: 0,027 mg                  | sodi: 1 mg                       | zinc: 0,04 mg            |
| vitamines                                            |                                  |                                  |                          |
| vitamina C: 4,6 mg                                   | vitamina B1: 0,017 mg            | vitamina B2: 0,026 mg            | vitamina B3: 0,091 mg    |
| vitamina B5: 0,061 mg                                | vitamina B6: 0,041 mg            | vitamina B9: 0 µg                | vitamina B₁₂: 0,00 µg    |
| vitamina A: 54 UI                                    | retinol: 0 µg                    | vitamina E: 0,18 µg              | vitamina K: 2,2 µg       |
| àcids grassos                                        |                                  |                                  |                          |
| greixos saturats: 0,028 g                            | greixos monoinsaturats : 0,007 g | greixos poliinsaturats : 0,051 g | colesterol: 0 mg         |

### Beneficis per a la salut
El proverbi "una poma al dia manté el metge allunyat", que fa referència als efectes beneficiosos del consum de fruita per a la salut, està documentat al segle xix a Gal·les. Les investigacions suggereixen que les pomes poden reduir el risc de càncer de còlon, de càncer de pròstata i de càncer de pulmó. En comparació amb moltes altres fruites i hortalisses les pomes contenen, d'una banda, unes quantitats relativament baixes de vitamina C, però de l'altra, són una font rica d'altres compostos antioxidants. El contingut de fibra, encara que menor que en la majoria de les fruites, ajuda a regular els moviments de l'intestí i, per tant, poden reduir el risc de càncer de còlon. També poden ajudar amb malalties del cor, contribueix a la pèrdua de pes, i al control del colesterol, puix no conté colesterol; a més, tenen fibra, i són aliments voluminosos en relació al seu baix contingut calòric, com la majoria de les fruites i hortalisses.
Hi ha proves in vitro que demostren que les pomes tenen compostos fenòlics que poden protegir davant el càncer i destaca la seva activitat antioxidant. Els fitoquímics fenòlics que predominen en les pomes són la quercetina, l'epicatequina, i la procianidina B2.
El suc concentrat de poma s'ha observat que en ratolins incrementa la producció del neurotransmissor acetilcolina, oferint un mecanisme potencial per a la "prevenció de la disminució en el rendiment cognitiu que acompanya les deficiències dietètiques i genètiques i l'envelliment". Altres estudis han mostrat en ratolins una "alleugeriment del dany oxidatiu i el deteriorament cognitiu després de l'administració de suc de poma".
Les llavors de la poma són lleugerament tòxiques, perquè contenen una petita quantitat d'amigdalina, un glucòsid cianogènic; en general, no és prou tòxica per a afirmar que el seu consum és un perill per als éssers humans, però pot dissuadir determinats animals més petits, com les aus, al seu consum.
Les pectines confereixen una acció reguladora del trànsit intestinal en augmentar el volum del bolus fecal i retenir aigua, per la qual cosa se'ls atribueix una acció laxant, antidiarreica i demulcent, protectora de les mucoses.

## Comerç
L'any 2005 es conrearen a tot el món uns 55 milions de tones de pomes amb un valor de prop de 10 mil milions d'euros. La Xina va produir prop de les dues cinquenes parts d'aquest total, aproximadament un 35%. En segon lloc, se situa la producció dels Estats Units, amb més de 7,5% de la producció mundial. Turquia, França, Itàlia, i l'Iran també estan entre els principals exportadors. Als Estats Units, més del 60% de totes les pomes que es venen comercialment es conreen a l'estat de Washington. Les pomes importades de Nova Zelanda i altres zones més temperades competeixen amb la producció dels EUA i aquest fenomen augmenta cada any. La major part de la producció de pomes d'Austràlia és per a consum intern. Les importacions procedents de Nova Zelanda han estat rebutjades en virtut de les normatives sobre quarantenes de 1921.

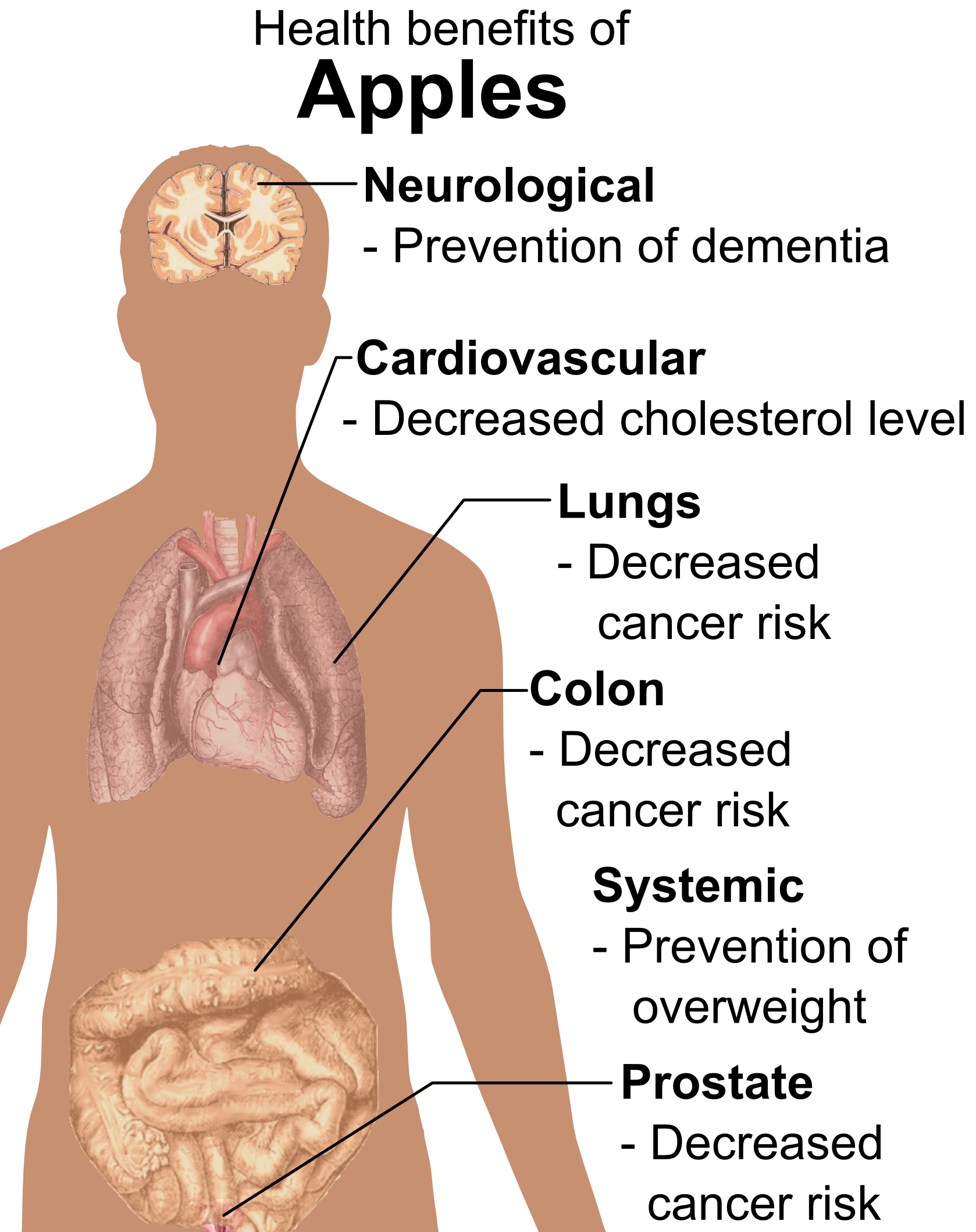
Beneficis potencials del consum de pomes.

El 2006, els principals exportadors de pomes van ser la Xina, Xile, Itàlia, França i els EUA, mentre que els majors importadors van ser Rússia, Alemanya, el Regne Unit i els Països Baixos.
| Llista dels 10 principals productors de pomes (11-06-2008) | Llista dels 10 principals productors de pomes (11-06-2008) | Llista dels 10 principals productors de pomes (11-06-2008) | Llista dels 10 principals productors de pomes (11-06-2008) | Llista dels 10 principals productors de pomes (11-06-2008) |
| País | Producció (tones)                                          | Nota                                                       |                                                            |                                                            |
| --- | ---------------------------------------------------------- | ---------------------------------------------------------- | ---------------------------------------------------------- | ---------------------------------------------------------- |
| R.P. de la Xina | 27.507.000                                                 | F                                                          |                                                            |                                                            |
| Estats Units | 4.237.730                                                  |                                                            |                                                            |                                                            |
| Iran | 2.660.000                                                  | F                                                          |                                                            |                                                            |
| Turquia | 2.266.437                                                  |                                                            |                                                            |                                                            |
| Rússia | 2.211.000                                                  | F                                                          |                                                            |                                                            |
| Itàlia | 2.072.500                                                  |                                                            |                                                            |                                                            |
| Índia | 2.001.400                                                  |                                                            |                                                            |                                                            |
| França | 1.800.000                                                  | F                                                          |                                                            |                                                            |
| Xile | 1.390.000                                                  | F                                                          |                                                            |                                                            |
| Argentina | 1.300.000                                                  | F                                                          |                                                            |                                                            |
| A tot el món | 64.255.520                                                 | A                                                          |                                                            |                                                            |
| Sense símbol = xifra oficial,, F = estimació de la FAO, A = total (pot incloure dades oficials, semioficials, o estimacions);; Font: FAO Arxivat 2012-06-19 a Wayback Machine. |                                                            |                                                            |                                                            |                                                            |

Els productors més importants de Sud-amèrica són Xile, amb més d'un milió de tones, i l'Argentina, amb un volum similar; la producció se centra principalment al Valle Central (Xile) i a l'Alta Vall del Riu Negre (Argentina), zones on el clima i les característiques del sòl afavoreixen el cultiu.
Pel que fa a Catalunya, com ja s'ha comentat a la introducció, a Lleida s'hi concentra més del 70% de la producció de poma.

## La poma dins la cultura
La poma es fa servir com una al·legoria de qualsevol fruita, per això apareix freqüentment amb connotacions simbòliques.
Al paradís terrenal, per exemple, una serp tempta Adam perquè mengi una poma de l'arbre prohibit (pecat original). El cor de la poma és una figura que podria haver originat el pentacle. La deessa Atalanta va perdre una carrera i es va casar amb un pretendent que abans refusava per la cobdícia que la va impulsar a recollir unes pomes daurades. Igualment d'or són les pomes de la deessa Idun, de la mitologia escandinava, que conferien immortalitat a qui les mossegava. Els portuguesos, al seu torn, la consideren un afrodisíac.
Les pomes d'or apareixen també al jardí de les Hespèrides, com a fruit de l'arbre de la vida. Hi ha opinions sobre que les "pomes d'or" són en realitat codonys, que sí que tenen aquest color daurat i el seu conreu és anterior al de la poma a Grècia; les pomes daurades "golden" són producte d'una mutació recent.
En la cultura popular també tenen un important paper. Una poma, en caure, va inspirar a Isaac Newton la teoria de la gravetat. En un altre àmbit cultural, Blancaneus cau mig morta quan es menja una poma enverinada; aquest és un altre element simbòlic de forta presència, el del fruit que dona alhora la vida i la mort per l'acció, en aquest cas, d'una bruixa. En la tradició suïssa, el seu heroi Guillem Tell ha de travessar amb una fletxa una poma col·locada damunt el cap del seu fill.

### En la mitologia grega

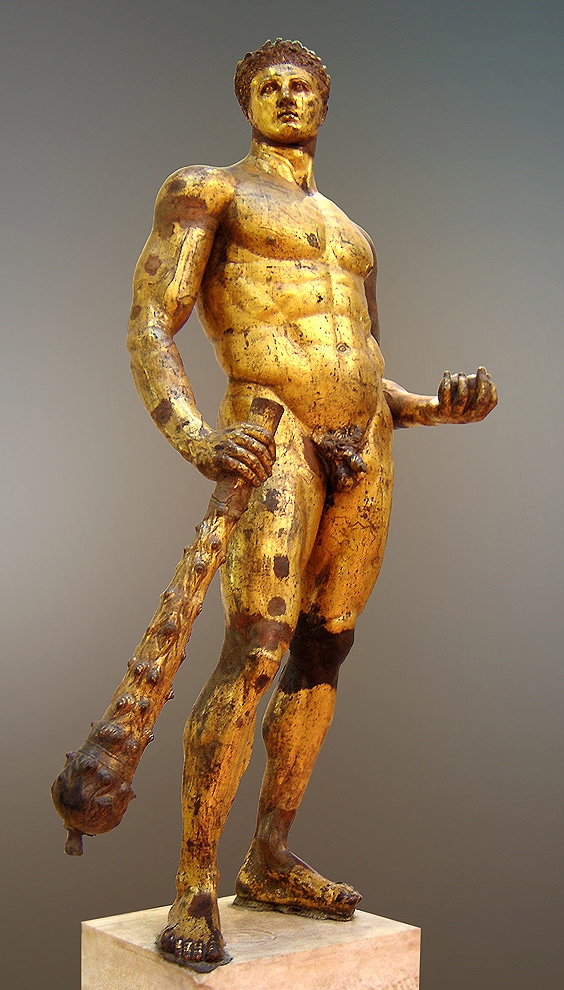
Hèrcules amb la poma de les Hespèrides

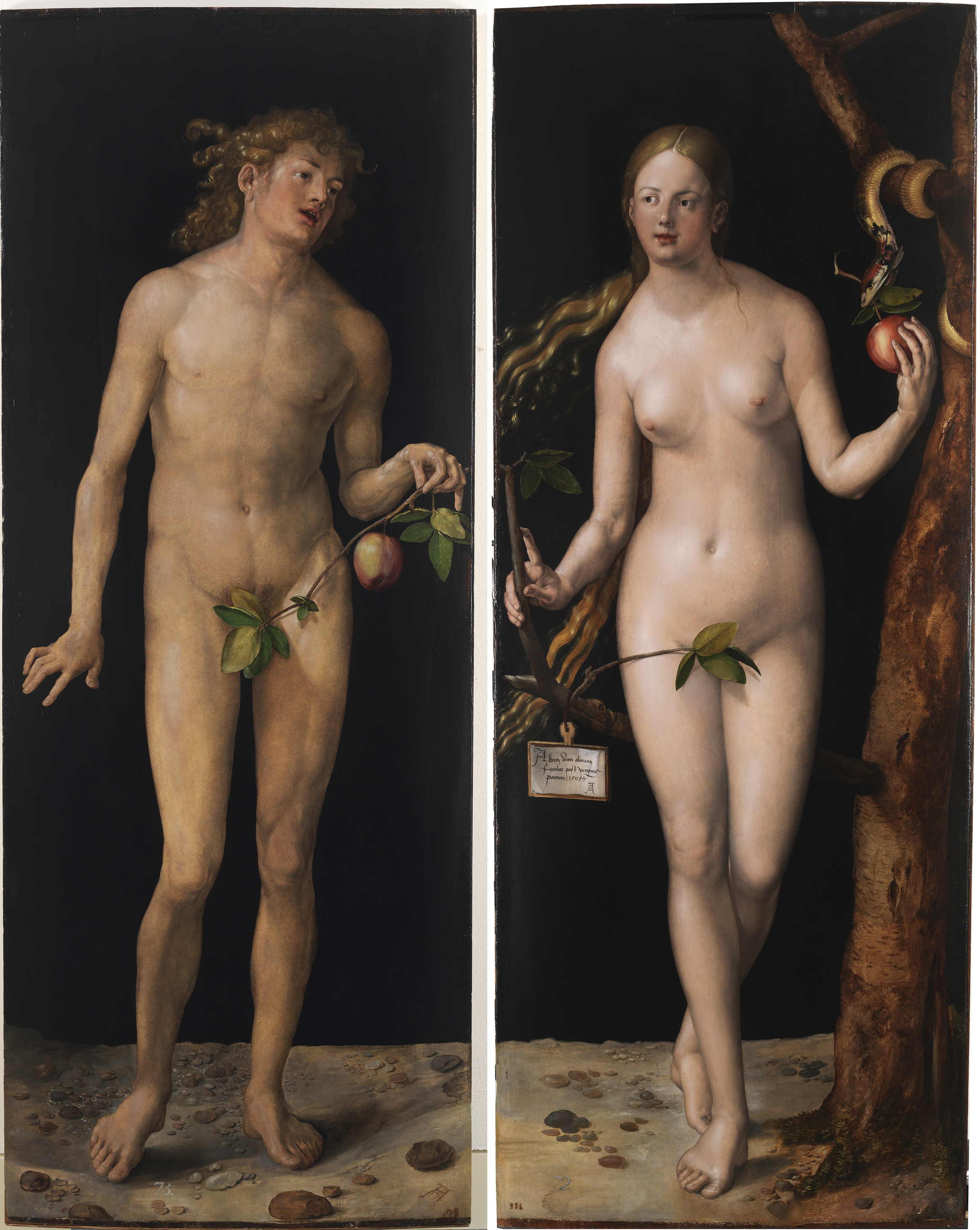
Adam i Eva
Mostrant la poma com a símbol del pecat.
Albrecht Dürer, 1507

Les pomes apareixen en moltes tradicions religioses, sovint com una fruita mística o prohibida. Un dels problemes de la identificació de les pomes en la religió, la mitologia i els contes populars és que la paraula "poma" es va usar com un terme genèric per a qualsevol fruita (forana), que no fossin baies, però incloent-hi els fruits secs fin a una data tan tardana com el segle xvii. Per exemple, en la mitologia grega, l'heroi Hèracles, com a part dels seus dotze treballs, va ser requerit per viatjar al Jardí de les Hespèrides i recollir les pomes d'or de l'arbre de la vida que creixien en el seu centre.

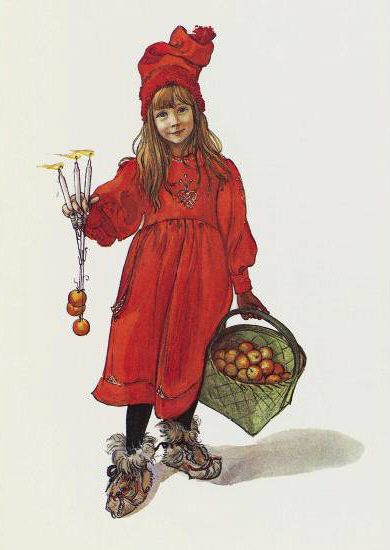
Brita com a Iduna (1901) de Carl Larsson

La deessa grega de la discòrdia, Eris, va quedar molt descontenta després d'haver estat exclosa de les noces de Peleu i Tetis. En venjança, va llançar una poma d'or durant la festa de noces amb la inscripció Καλλίστη (Kalliste, a vegades, transliterat com a Kallisti, que vol dir «A la més bella"). Tres deesses van reclamar la poma: Hera, Atenea i Afrodita. Paris de Troia va ser designat per a seleccionar-ne el destinatari. Després d'haver estat subornat tant per Hera i Atenea, Afrodita el va temptar amb la dona més bella del món, Helena d'Esparta. Es va atorgar la poma a Afrodita, de manera que la situació creada provocà indirectament la guerra de Troia.
Atalanta, també dins la mitologia grega, va córrer a tots els seus pretendents en un intent per evitar el matrimoni. Va derrotar a tots, però Hipómenes (àlies Melanión, un nom derivat de meló, possiblement, la paraula grega per a poma "i per a les fruites en general"), la va derrotar per l'astúcia de velocitat. Hipómenes sabia que no podia guanyar en una cursa neta, de manera que va utilitzar tres pomes d'or (els dons d'Afrodita, la deessa de l'amor) per distreure Atalanta. Va prendre les tres pomes i tots els de la seva velocitat, però Hipómenes finalment va tenir èxit, guanyar la carrera i la mà d'Atalanta.

### Cristianisme
Encara que la fruita prohibida del llibre del Gènesi no està identificada, la tradició cristiana popular ha sostingut que el fruit que Eva va utilitzar per convèncer Adam de compartir amb ella era una poma. Això pot haver estat el resultat de la superposició d'elements de la mitologia grega per part de pintors del Renaixement en escenes bíbliques; en interpretacions alternatives, també basades en la mitologia grega, a vegades se substitueix la poma per una magrana. La fruita no identificada de l'Edèn es converteix en una poma sota la influència de la història de les pomes d'or al Jardí de les Hespèrides. Com a resultat, en la història d'Adam i Eva, la poma esdevé un símbol del coneixement, la immortalitat, la temptació, la caiguda de l'home en el pecat, i el pecat en si. En llatí, les paraules per a "poma" i "mal" són idèntiques (malum en singular, mala en plural; canviant que en la que significa "poma" la a és llarga) i això també pot haver influït a l'hora d'atribuir a la poma la categoria de fruit bíblic prohibit. La laringe humana també ha estat anomenada la "nou d'Adam", a partir de la idea que la seva forma prové del fruit prohibit encastat a la gola d'Adam. La poma ha estat utilitzada com a símbol de la seducció sexual per part dels hòmens, possiblement en un sentit irònic. Igualment s'ha associat al pentacle quan està oberta per la meitat.

### Mitologia germànica
En la mitologia nòrdica, la deessa Iðunn és retratada en la Prose Edda (escrita al segle xiii per Snorri Sturluson) per proporcionar les pomes als déus, fruit que els dona la joventut eterna. L'especialista anglès Ellis Davidson vincula les pomes a les pràctiques religioses dins el paganisme germànic, de la qual es desenvolupà el paganisme nòrdic. Assenyala que els cubs de les pomes es van trobar en el lloc d'enterrament vaixell d'Oseberg a Noruega i que les fruites i fruits secs (Iðunn havent estat descrit com està transformant en una femella en Skáldskaparmál) han estat trobats a les tombes de principis dels pobles germànics a Anglaterra i en altres parts del continent d'Europa, que pot haver tingut un significat simbòlic, i que els fruits secs són encara un símbol reconegut de la fertilitat al sud-oest d'Anglaterra.
Davidson assenyala una connexió entre les pomes i els Vanir, una tribu de déus associats amb la fertilitat en la mitologia nòrdica, i va citar un exemple dels onze "pomes d'or" que es presta a festejar a la bella Gerðr Skirnir, que actuava com a missatger del déu Vanir principals Frey en les seccions 19 i 20 de Skírnismál. Davidson també pren nota d'una nova connexió entre la fertilitat i les pomes en la mitologia nòrdica en el capítol 2 de la saga Volsunga quan la deessa principal de Frigg envia Rei Rerir una poma després de pregar a Odin per a un nen, el missatger de Frigg (sota la forma d'un corb) cau l'illa en la seva falda, mentre s'assenta sobre un turó. Rerir de l'esposa de consum dels resultats d'Apple en un període de sis anys l'embaràs i el naixement per cesària del seu fill - l'heroi Volsunga.